# Aleksandar Vulin

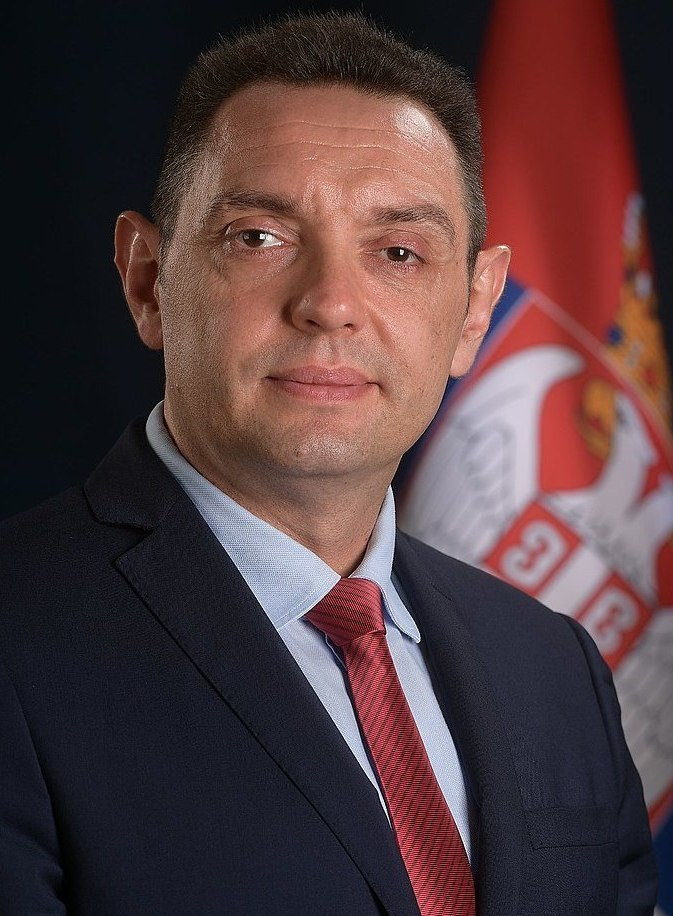
Aleksandar Vulin (2019)

Aleksandar Vulin (serbisch-kyrillisch Александар Вулин; * 2. Oktober 1972 in Novi Sad, SR Serbien, Jugoslawien) ist ein serbischer Politiker und Jurist. Seit 2024 ist er stellvertretender Ministerpräsident von Serbien. Vom 1. Dezember 2022 bis zum 3. November 2023 war er Direktor des serbischen Nachrichtendienstes (BIA). Aufgrund seiner engen Kontakte nach Russland wurde er als „Mann Moskaus“ bezeichnet. Die USA werfen Vulin die Beteiligung an illegalem Waffen- und Drogenhandel vor und erhoben Sanktionen gegen ihn.

## Laufbahn
Vulin wurde als Sohn von ethnischen Serben aus Bosnien und Herzegowina geboren und ging in Novi Sad und Sremski Karlovci zur Schule. Später schloss er sein Studium an der juristischen Fakultät der Universität Kragujevac ab. Er erklärte, dass er seit seiner Kindheit „immer ein Kommunist“ gewesen sei. Vulin begann seine politische Laufbahn während seiner Schulzeit in Novi Sad, als er die von Slobodan Milošević angeführte antibürokratische Revolution zwischen 1986 und 1989 unterstützte, bei der die Autonomie von Vojvodina, dem Kosovo und Montenegro im Rahmen einer großserbischen Politik aufgehoben wurde.
Während des Zusammenbruchs des kommunistischen Jugoslawiens im Jahr 1990 schloss sich Vulin dem Bund der Kommunisten - Bewegung für Jugoslawien an, der so genannten „Armeepartei“ unter der Führung von General Stevan Mirković. Vulin wurde Generalsekretär. 1994 gehörte er zu den Gründern der Jugoslawischen Linken, einer Partei unter Führung von Mirjana Marković, der Ehefrau von Slobodan Milošević. In der neuen Partei wurde Vulin einer der Leiter der Jugendorganisation der Partei. Er verließ die Jugoslawische Linke, als diese 1998 mit der Sozialistischen Partei von Milošević eine Koalition mit der Serbischen Radikalen Partei von Vojislav Šešelj einging. Später gründete er eigene Parteien: die Demokratische Linke und dann im August 2008 die Bewegung der Sozialisten.
Nach den serbischen Parlamentswahlen 2012, bei der eine von der Serbischen Fortschrittspartei geführte Koalition an die Macht kam, zu der auch Vulins Bewegung der Sozialisten gehörte, wurde Vulin zum Direktor des neu eingerichteten Büros für Kosovo und Metochien ernannt, welches für die „verloren gegangene“ Provinz Kosovo zuständig ist. Diese Position behielt er bis zum 2. September 2013, als er zum Minister ohne Geschäftsbereich für den Kosovo und Metochien ernannt wurde.
Nach den serbischen Parlamentswahlen 2014 bildete der Vorsitzende der Serbischen Fortschrittspartei Aleksandar Vučić am 27. April 2014 die Regierung, wobei Vulin zum Minister für Arbeit, Beschäftigung, Veteranen und Sozialpolitik ernannt wurde. Er behielt dieses Amt auch nach den serbischen Parlamentswahlen 2016 im zweiten Kabinett von Aleksandar Vučić. Am 29. Juni 2017 wurde das Kabinett von Ana Brnabić gebildet, wobei Vulin den Ministerposten mit Zoran Đorđević tauschte und Verteidigungsminister wurde, ein Amt, welches er bis 2020 innehatte. Zwischen Oktober 2020 und Oktober 2022 war er Innenminister. Am 1. Dezember 2022 wurde er Leiter des serbischen Geheimdienstes. Nachdem die Vereinigten Staaten Sanktionen gegen Vulin erhoben hatten, trat er von diesem Posten im November 2023 zurück und erklärte, er wolle mögliche Embargos gegen Serbien vermeiden. Die Opposition hatte zuvor seinen Rücktritt gefordert.
Am 30. April 2024 wurde Vulin zu einem von mehreren stellvertretenden Ministerpräsidenten im Kabinett Vučević ernannt. Im Juni besuchte Vulin Moskau. Während seines Besuchs legte er einen Kranz am Grab von Josef Stalin nieder.

## Politische Ausrichtung
Vulin gilt als nationalistischer Hardliner und steht dem serbischen Irredentismus positiv gegenüber. Er vertritt die Idee einer „serbischen Welt“ in Anlehnung an die Russki Mir. Er machte auch immer wieder mit anti-kroatischen Aussagen auf sich aufmerksam und beleidigte kroatische Offizielle und Politiker. Am 21. April 2018 wurde Vulin zur Persona non grata in Kroatien erklärt, nachdem er gesagt hatte: „Nur der Oberbefehlshaber der serbischen Armee - Aleksandar Vučić - kann über meine Einreise nach Kroatien entscheiden, nicht kroatische Minister“.
Er gilt als prorussisch und enger Verbündeter von Wladimir Putin. Im August 2022 besuchte Vulin Moskau und sagte dem russischen Außenminister Sergej Lawrow: „Serbien ist der einzige Staat in Europa, der keine Sanktionen eingeführt hat und sich nicht an der antirussischen Hysterie beteiligt hat.“ Am 30. Januar 2024 wurde Vulin vom russischen Präsidenten Wladimir Putin mit dem Orden der Freundschaft ausgezeichnet. Er erhielt die Auszeichnung im Hauptquartier des russischen Auslandsgeheimdienstes SWR in Moskau in einer Zeremonie, die von SWR-Chef Sergei Naryschkin geleitet wurde, der Vulins „kontinuierliche Bemühungen um eine umfassende Entwicklung der russisch-serbischen Beziehungen und der Zusammenarbeit zwischen den russischen und serbischen Nachrichtendiensten“ würdigte.

## Sanktionen
Am 11. Juli 2023 verhängte das US-Finanzministerium Sanktionen gegen Vulin und ein Mitarbeiter des US-Außenministeriums beschuldigte ihn „korrupter und destabilisierender Handlungen, die auch Russlands böswillige Aktivitäten in der Region erleichtert haben“, darunter „Unterstützung eines Drogenhandelsnetzes und Unterstützung illegaler Waffenlieferungen, an denen Slobodan Tesic und die belarussische Firma Beltechexport beteiligt sein sollen“. Vulin soll dem Waffenhändler Tesic beim Schmuggel geholfen haben, gegen den die USA schon seit 2017 Sanktionen erheben. Guthaben und Besitztümer Vulins in den USA wurden eingezogen und US-Bürgern sind Geschäfte mit Vulin damit nur noch in Ausnahmefällen gestattet.

## Auszeichnungen
- Orden der Flagge der Republika Srpska (2020)[17]
- Orden der Freundschaft (2024)[13]